# لونغ آيلاند بيزنس نيوز
لونغ آيلاند بيزنس نيوز ( LIBN ) هي مجلة أعمال أسبوعية مقرها في رونكونكوما، نيويورك. أُطلقت المجلة في عام 1953 باسم (بالإنجليزية: Long Island Commercial Review)‏، تغطي المجلة قضايا الأعمال والحكومة والقانون والقضايا الغير ربحية وقضايا الرعاية الصحية في مقاطعة لونغ آيلاند ومقاطعة ناسو ومقاطعة سوفولك.
بالإضافة إلى الصحيفة الأسبوعية، لدى المجلة موقع إلكتروني يعرض الأخبار والعديد من المدونات التجارية. تنشر الشركة أيضًا قوائم بشركات لونغ آيلاند بالإضافة إلى العديد من الكتب التي تركز على القضايا مثل الدليل الأخضر السنوي ودليل جوائز (بالإنجليزية: 40 Under 40)‏.

## تاريخها
في عام 1953، أطلق مراسل الصحيفة آرثر هوج وفريق الزوج والزوجة المكون من بيج وجون وايتمور مجلة لونغ آيلاند كوميرشل نيوز . كان هوج مراسلًا في الصحيفة الرائدة في لونغ آيلاند في الثلاثينيات باسم (بالإنجليزية: Nassau Daily Review-Star)‏. بعد عدة سنوات، قبل عرضًا للكتابة في نيوزداي. عمل هوج أيضًا كمحرر لوورلد تيليقرام أند سن (بالإنجليزية: World Telegram & Sun)‏ قبل وقت قصير من إيقافها.
نشر فريق هوج ووايتمور أول ورقة بحثية في 14 سبتمبر 1953. يُباع الإصدار مقابل 15 سنتًا، وتكلفة الاشتراك السنوي 5 دولارات. عُرفت المجلة التجارية بأنها النشرة الرسمية لجمعية لونغ آيلاند، لكنها ظلت دائمًا مستقلة.

## روابط خارجية
- لونغ آيلاند بيزنس نيوز